# Ioan Petrașcu
Ioan Petrașcu (n. 1876, Doștat, jud. Sibiu – d. ?, ?) a fost un  delegat al Reuniunii Soldaților din Sibiu în Marea Adunare Națională de la Alba Iulia.

## Biografia
Născut din părinți țărani, de la vârsta de 14 ani și până la vărsta de 19 ani învață și practică meseria de croitor. Urmează stagiul militar în armata ungară honvezi, după care pleacă în străinătate, la Budapesta, Viena, Praga și Paris. La Viena și Paris a urmat studii de croitorie, la Școala Superioară de croit. După terminarea studiilor, la vârsta de 27 de ani se întoarce în țară, se stabilește în Sibiu în 1903 și își deschide un atelier, primul din centrul Sibiului care aparținea unui român. A fost premiat la Roma și Paris cu premiul I și medalia de aur, cu ocazia Expozițiilor Internaționale Industriale și Agricole din anul 1911. În anul 1918 a fost desemnat, alături de Alexandru Duca, conducătorul Tipografiei Arhidiecezană, din partea Reuniunii Soldaților din Sibiu, pentru a vota Marea Unire.